# 北勢里 (麻豆區)
北勢里位於臺灣臺南市麻豆區，是麻豆區最北邊的里:700。2017年3月時北勢里共495戶，門牌數共497個。里內產業主要是養殖業與畜牧業，再來是農業:700。
2018年臺南市里鄰調整中，北勢里因戶數過少，未符合「臺南市里鄰編組及調整辦法」規範。但因幅員遼闊，且多為魚塭，人口分布屬散居聚落型態，不宜整併，故里不予調整。僅鄰由17鄰調整為10鄰。

## 地理
北勢里於日治時期為麻豆第十一保，戰後沿用清領時期庄社名北勢寮，因而命名為北勢。
該里聚落分散，大致可分成九股寮、北勢寮、加輦邦、尫祖廟四個區域，:700北勢里曾為西拉雅族蔴荳社的一部分，該里留有大量西拉雅族地名。
境內有真理大學麻豆校區與北勢國小:703。

## 旅遊
- 麻豆尪祖廟－三元真君廟，為漢化的西拉雅族公廨。
- 加輦邦保濟宮